# Chad gadja

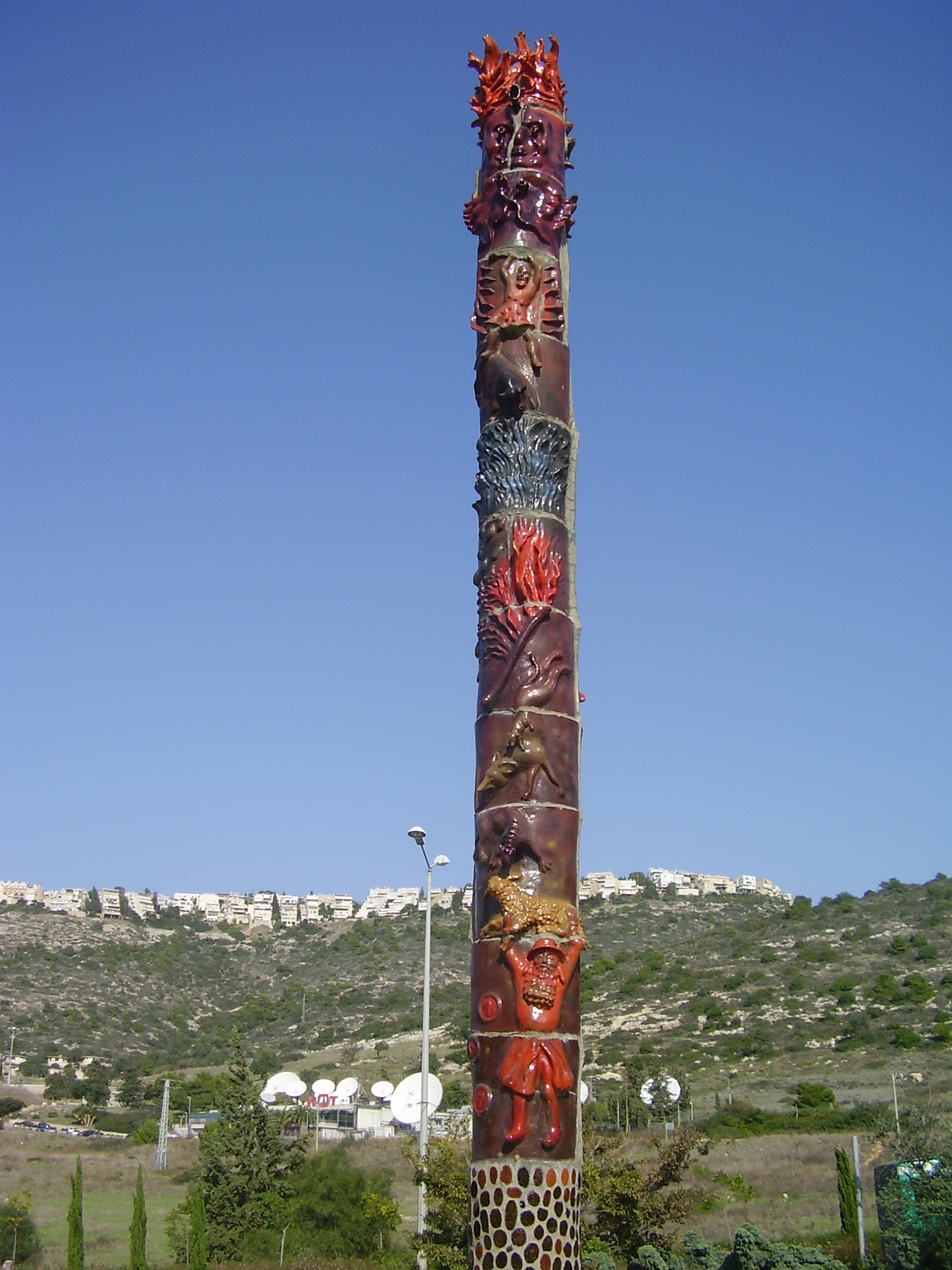
Kolumna Chad gadja w Castra center w Hajfie

Chad gadja (aram. ‏חַד גַדְיָא‎, hebr. ‏גדי אחד‎, gedi echad, tłum. jedno koźlę) – popularna piosenka o charakterze dziecięcej wyliczanki, śpiewana podczas sederu w Pesach. 

## Pochodzenie
Oryginalnie powstała w języku aramejskim, ale Żydzi syryjscy i marokańscy śpiewają ją w ladino lub po arabsku; znana jest też jej wersja hebrajska. Jej rękopis przechowywany był prawdopodobnie w Wormacji, w domu rabina Eleazara z Wormacji (1150–1217). Została odnaleziona w ręcznie spisanym sidurze z 1406 r. Piosenkę drukowano potem w Praskiej Hagadzie, po raz pierwszy w 1590.

## Treść
Chad gadja opowiada o tym, jak ojciec za dwa pieniążki kupił koźlę, które zjadł kot, którego zagryzł pies, którego zbił kij, który strawił ogień, który ugasiła woda, którą wypił wół, którego zarżnął rzeźnik, którego zabił Anioł Śmierci. Wyliczanka kończy się zgładzeniem Anioła Śmierci przez Boga. Każda zwrotka powtarza poprzednie wersy, a początkowy zwrot „chad gadja” (jedno koźlątko) stanowi refren na końcu każdego wersu.

## Znaczenie
Piosence nadano symboliczne znaczenie, Koźlę miało reprezentować lud Izraela prześladowany przez wielkie narody, które za karę dostawały się pod panowanie innych potęg. Ojciec symbolizował Boga, a dwa pieniążki, za które kupił koziołka – Mojżesza i Aarona lub dwie Tablice Dziesięciorga Przykazań. 
Pierwotnie Chad gadja była przyśpiewką, zajmującą dzieci biorące udział w świątecznym posiłku i przypominającą, że nie ma grzechu bez kary. Z czasem jednak zaczęto ją traktować bardzo poważnie. Istnieją nawet wzmianki, że wyśmiewający się z niej zostali obłożeni cheremem za okazywanie w ten sposób lekceważenia rabinom, którzy włączyli piosenkę do obrzędów pesachowych.

## W kulturze popularnej
W 1989 własną wersję piosenki Chad Gadja zaproponowała izraelska piosenkarka Chawa Alberstein. Poruszała w niej problemy moralne związane z okupacją Palestyny i „cyklem przemocy” związanej z pierwszą intifadą. Wykonywanie utworu zostało początkowo zakazane przez rząd, jednak pod naciskiem opinii publicznej zakaz został zniesiony.